# Eupsophus emiliopugini
Eupsophus emiliopugini Formas, 1989 è un anfibio anuro della famiglia Alsodidae.

## Etimologia
L'epiteto specifico è in onore di Emilio Pugín per il suo lavoro sulla riproduzione e lo sviluppo degli anfibi del Cile.

## Distribuzione e habitat
Questa specie è endemica dell'ecoregione delle foreste temperate di Nothofagus del Cile e dell'Argentina.